# Ho spento il cielo
Ho spento il cielo è un singolo del rapper italiano Rkomi e del cantante italiano Tommaso Paradiso, pubblicato il 14 aprile 2021 come primo estratto dal terzo album in studio Taxi Driver.

## Video musicale
Il videoclip, diretto dagli YouNuts!, è stato pubblicato il 16 aprile 2021 sul canale YouTube del rapper.

## Tracce
Testi di Mirko Martorana e Tommaso Paradiso, musiche di Dario Faini.
1. Ho spento il cielo (feat. Tommaso Paradiso) – 3:52

## Classifiche
| Classifica (2021) | Posizione massima |
| ----------------- | ----------------- |
| Italia            | 13                |